# アクサ
アクサ（仏: AXA S.A.）は、フランスの保険・金融グループ。世界各国に生命保険や損害保険、資産運用などの金融サービス事業を展開している。現在の顧客数は約8000万人、運用資産総額は約1兆3150億ユーロ（約196兆円）である。ユーロネクスト・パリ上場企業（Euronext: CS ）。

## 沿革
1816年に設立されたMutuelle de L'assurance contre L'incendieを起源とする。第二次世界大戦後のフランスでは社会保障制度の創設により民間の保険会社は苦境が続いたが、企業買収を経て1978年に社名をMutuelles Uniesに改称、1981年に社会党が政権を握ると、民間保険会社の間で国有化が懸念されたことから企業合同の機運が生じ、1982年にMutuelles UniesによるDrouot Groupの買収が成立し、1985年にアクサに改称した。続いて1986年にPrésence Group、1989年にCompagnie du Midiの買収が成立し、アクサはフランスの大手保険会社に成長した。
国際展開は1991年の米国・ニューヨークの保険会社Equitable（2018年に売却）の子会社化から本格化し、1999年2月、ガーディアン・ロイヤル（Guardian Royal Exchange Assurance）を買収、2006年6月、クレディ・スイスから傘下の保険会社であるWinterthur Groupを買収、2012年11月、HSBCの子会社を買収して香港・シンガポールの損害保険業に進出、2018年3月、米国の（登記はバミューダ諸島）損保大手XLグループを買収した。

## 日本での事業展開
- 1994年7月 - アクサ生命保険株式会社設立。日本に進出。
- 1998年6月 - アクサ損害保険株式会社設立。
- 1999年7月 - アクサ損害保険でアクサダイレクト総合自動車保険の販売を開始。
- 2000年3月 - 日本団体生命と共同で「アクサニチダン保険ホールディング（後のアクサジャパンホールディング）」を設立。
- 2004年12月 - アクサ損害保険がアクサジャパンホールディングの傘下に入る。
- 2007年6月 - ウインタートウル・ライフのAXAグループ入りに伴い、ウインタートウル・スイス生命保険がアクサジャパンホールディングの傘下に入る（2008年1月にアクサ フィナンシャル生命保険に商号変更された後、2009年10月にアクサ生命保険へ吸収合併される）。
- 2008年4月 - SBIアクサ生命保険株式会社が営業開始。
- 2010年2月 - SBIアクサ生命保険がアクサジャパンホールディングの子会社となり、同年5月にネクスティア生命保険株式会社に社名変更。
- 2012年7月 - ネクスティア生命保険がアクサジャパンホールディングの100%子会社となる。
- 2013年5月 - ネクスティア生命保険がアクサダイレクト生命保険株式会社に社名変更。
- 2014年10月 - アクサジャパンホールディングがアクサ生命保険を合併して事業会社となり、アクサ生命保険に社名変更（逆さ合併による統合）。
- 2019年4月 - アクサ生命保険が「アクサ・ホールディングス・ジャパン」を設立し、アクサ生命保険・アクサ損害保険・アクサダイレクト生命保険が同社の傘下に入る。

## 関連会社
- アクサ・ホールディングス・ジャパン
  - アクサ生命保険
  - アクサ損害保険
  - アクサダイレクト生命保険[注釈 1]
  - アクサ収納サービス

- アクサ・インベストメント・マネージャーズ
- アライアンス・バーンスタイン
- アクサ・アシスタンス・ジャパン
- アクサ・リアル・エステート・インベストメント・マネジャーズ・ジャパン